# Nazanin Boniadi
Nazanin Boniadi (en persa: نازنین بنیادی‎, Naa-za-neen Bon-yaadi Teherán, 22 de mayo de 1980) es una actriz iraní-británica. Hasta 2014 participó en la serie estadounidense Homeland en el papel de Fara Sherazi. Actualmente interpreta a Bronwyn en la serie El Señor de los Anillos: los Anillos de Poder de Amazon Prime Video.

## Primeros años
Nazanin nació en Teherán en medio de la Revolución Islámica, sus padres se mudaron a Londres cuando era una niña. Durante su infancia tocaba el violín y bailaba ballet. Estudió en una escuela privada y luego se mudó a Estados Unidos. Allí se licenció, con honores, en Ciencias Biológicas de la Universidad de California en Irvine. En la UCI, ganó el Premio de Investigación de Pregrado Pin-Chun Chang para la investigación molecular basándose en la temática del tratamiento del cáncer y posibles soluciones contra el rechazo de trasplante de corazón. También fue editor asistente en jefe de MedTimes, periódico del pregrado de medicina de la UCI.

## Carrera
Boniadi cambió su carrera de medicina y comenzó a intentar actuar en 2006. Su primer papel importante en la actuación fue como Leyla Mir la serie diurna multipremiada con el premio Emmy Hospital General y serie derivada Hospital General: Turno Nocturno, convirtiéndose en la primera actriz en firmar un contrato para interpretar un personaje de Medio Oriente en la historia de la televisión diurna estadounidense. También es la primera actriz de origen iraní en firmar un contrato en una telenovela estadounidense.
Ella fue nominada para un premio NAACP Image como Mejor Actriz en una serie dramática diurna en 2008 por su papel en el Hospital General.
Boniadi también ha desempeñado papeles secundarios en varias de las principales producciones cinematográficas de Hollywood, como La guerra de Charlie Wilson (dirigida por Mike Nichols), Iron Man (dirigida por Jon Favreau), y Los próximos tres días (dirigida por Paul Haggis).
Interpretó a Nora, una enamorada de Barney Stinson, personaje de Neil Patrick Harris, en la sexta temporada de la exitosa sitcom de la CBS Cómo conocí a vuestra madre. Repitió este papel durante la séptima y novena temporada de la serie.
En mayo de 2013, Boniadi unió al elenco de Homeland de la temporada 3, como la analista de la CIA Fara Sherazi. Ella fue ascendida a personaje regular de la serie en la cuarta temporada.
Boniadi también apareció en un arco de ocho episodios de la temporada 3 de Scandal como la antagonista Adnan Salif. Asimismo, interpretó el papel de Esther en el remake de 2016 de Ben-Hur.

## Activismo
Boniadi es portavoz de Amnistía Internacional EE. UU. (AIUSA), con un enfoque en la convicción y el tratamiento de los iraníes jóvenes, las mujeres y los presos de conciencia. Ella tiene su propia página en el blog oficial de Amnistía Internacional EE. UU. y ha escrito artículos de opinión en medios de comunicación como CNN y The Huffington Post.
Boniadi proporcionó una voz en off en el "Poder de las Palabras", un anuncio de servicio público de AIUSA con otro colaborador de la entidad: Morgan Freeman, anunció que ganó un premio Webby; hizo campaña con la organización para la Violencia Internacional Women Act (I-VAWA); ha servido como panelista y maestra de ceremonias para eventos relacionados con los derechos de Irán, y encabezó el proyecto Neda con AIUSA en mayo/junio de 2010.
En diciembre de 2010, inició una petición de Amnistía Internacional para los directores de cine iraní Jafar Panahi y Mohammad Rasoulof, que habían sido declarados culpables de "propaganda contra el Estado". La petición fue firmada también por directores prominentes de Hollywood y líderes de la industria tales como Paul Haggis, Martin Scorsese, Sean Penn, Harvey Weinstein, Ron Howard y otros, y generó más de 21.000 firmas. El 8 de junio de 2011, se unió a un delegación, encabezada por Haggis y el director ejecutivo de Amnistía Internacional Estados Unidos, Larry Cox, para entregar la petición a la Misión de Irán ante las Naciones Unidas en Nueva York.
El 3 de junio de 2011, se unió a Boniadi Sarah Shourd en una huelga de hambre en solidaridad con Shane Bauer y Josh Fattal y escribió un artículo en apoyo a la campaña Free The Hikers. [24]
Boniadi recibió el Premio Cine Social 2011 en el Festival de Cine y Música Ischia Global por su trabajo en derechos humanos con Amnistía Internacional.
El 9 de abril de 2012, Boniadi regresó a su alma mater, la Universidad Irvine de California, en apoyo de la campaña de Educación bajo el fuego, para pedir el fin de la discriminación y la persecución de los bahá'ís en Irán.
Boniadi pronunció el discurso de cierre sobre los derechos de las mujeres en la XX Reunión Anual de Amnistía Internacional EE. UU., en Washington D. C.
Ella ayudó en el lanzamiento de la petición de Amnistía Internacional y la campaña con Roxana Saberi en diciembre de 2012, para liberar al cineasta injustamente encarcelado Behrouz Ghobadi, hermano del aclamado cineasta Bahman Ghobadi, en Irán. La petición fue firmada por los directores de Hollywood prominentes como Martin Scorsese y Paul Haggis, actores como Liam Neeson, Mila Kunis, James Franco y Adrien Brody, así como organizaciones y festivales más importantes de la industria cinematográfica.
El 22 de enero de 2013, Amnistía Internacional anunció que Behrouz Ghobadi había sido puesto en libertad bajo fianza de la cárcel en Irán.
Ella fue el orador principal en la Decimotercera reunión anual de la congresista Eddie Bernice Johnson "Un Mundo de Mujeres por la Conferencia Mundial de la Paz" en Dallas, Texas.

## Vida personal
Boniadi habla fluidamente inglés y farsi. Hasta mediados de 2000 ella era una dedicada ciencióloga, profundamente creyente en la devoción humanitaria de la iglesia. Su madre también había sido una ciencióloga. En 2005 se destacó por establecer un récord en la venta de libros de la Cienciología. En 2004, tuvo una breve relación con Tom Cruise. Según afirmaciones del documental Going Clear, su relación con Cruise no fue accidental ya que la iglesia de la Cienciología la había preparado para este papel. La iglesia también la habría preseleccionado junto con docenas de otras mujeres como esposa potencial para Cruise, pero no fue seleccionada.
Boniadi más tarde salió de la iglesia de la Cienciología y hoy en día que ella misma define como "musulmana no practicante".

## Filmografía
| Televisión | Televisión                                | Televisión     | Televisión                                                               |
| Año        | Título                                    | Papel          | Notas                                                                    |
| ---------- | ----------------------------------------- | -------------- | ------------------------------------------------------------------------ |
| 2007       | The Game                                  | Josie          | 2 episodios                                                              |
| 2007       | General Hospital: Night Shift             | Leyla Mir      | 13 episodios                                                             |
| 2007–2009  | General Hospital                          | Leyla Mir      | 119 episodios                                                            |
| 2010       | The Deep End                              | Heather Mosson | Episodio: "To Have and to Hold"                                          |
| 2010       | 24                                        | Mujer rubia    | 2 episodios                                                              |
| 2010       | Hawthorne                                 | Aneesa Amara   | Episodio: "Final Curtain"                                                |
| 2011       | Suits                                     | Lauren Pearl   | Episodio: "Errors and Omissions"                                         |
| 2011       | Cómo conocí a vuestra madre               | Nora           | 10 episodios                                                             |
| 2012       | CSI                                       | Nurse Lauren   | Episodio: "Seeing Red"                                                   |
| 2012       | Best Friends Forever                      | Naya           | 2 episodios                                                              |
| 2013       | Go On                                     | Hannah         | 1 episodio                                                               |
| 2013       | Anatomía de Grey                          | Amrita         | 1 episodio                                                               |
| 2013-2014  | Homeland                                  | Fara Sherazi   | Temporada 3 (recurrente; 6 episodios) Temporada 4 (regular; 8 episodios) |
| 2014       | Scandal                                   | Adnan Salif    | Temporada 3 (recurrente; 7 episodios)                                    |
| 2018-2019  | Counterpart                               | Claire Quayle  | Temporada 2 (recurrente; 17 episodios)                                   |
| 2022       | The Lord of the Rings: The Rings of Power | Bronwyn        |                                                                          |

| Cine | Cine                      | Cine                | Cine          |
| Año  | Cine                      | Papel               | Notas         |
| ---- | ------------------------- | ------------------- | ------------- |
| 2006 | Kal: Yesterday & Tomorrow | Simmi               | Cortometraje  |
| 2007 | Gameface                  | Taylor              |               |
| 2008 | Charlie Wilson's War      |                     | No acreditada |
| 2008 | Iron Man                  | Amira Ahmed         |               |
| 2009 | Diplomacy                 | Persian Interpreter | Cortometraje  |
| 2010 | The Next Three Days       | Elaine              |               |
| 2012 | Shirin in Love            | Shirin              |               |
| 2015 | Desert Dancer             | Parisa Ghaffarian   |               |
| 2016 | Ben-Hur                   | Esther              |               |
| 2018 | Hotel Mumbai              | Zahra               |               |
| 2019 | Fair and Balanced         | Rudi Bakhtiar       |               |